# Кудрявцев, Алексей Львович
Алексей Львович Кудрявцев (7 марта 1972, Москва) — российский автор-исполнитель песен, певец, поэт, актёр.

## Биография
Выпускник кафедры аэродинамики Московского авиационного института (1995). С 1991 года актёр театра-студии «Голос», снимался в фильмах «Под Андреевским флагом», «Шоу-бой», «Убийца». С 1995 года — участник творческого объединения «32 августа».
В 2002 году создал музыкальный коллектив «Проект АК», с которым в следующем году стал лауреатом ХХХ Грушинского фестиваля (2003).
Среди прочих наград — приз зрительских симпатий на фестивале «По России с гитарой» в Праге (2010), победа на конкурсе «Песенная вершина» (2012) в Кремле в номинации «Лучшая авторская песня года», победа и приз зрительских симпатий фестиваля «Музыка листопада» (2012) в Тарту (Эстония).
С 2012 года — член Союза писателей России.
В 2013 году выпустил альбом «Струна» с песнями Владимира Высоцкого в своём исполнении.

## Дискография
- «Трижды Три» (1995)
- «Москва» (2000)
- «Первая рота» (2002)
- «Времечко» (2003)
- «УльтиMATUM» (2010)
- «Струна» (2013)
- «Сердце» (2015)